# Ulrike Detmers
Ulrike Detmers (* 15. März 1956 in Herford) ist eine deutsche Unternehmerin in der Backindustrie (Mestemacher-Gruppe) und Professorin i. R. im Fachbereich Wirtschaft an der Fachhochschule Bielefeld.
Ulrike Detmers wuchs in Biemsen-Ahmsen bei Bad Salzuflen auf und studierte von 1974 bis 1978 an der Fachhochschule Bielefeld und von 1979 bis 1983 an der Universität Bielefeld Wirtschaftswissenschaften und Geschichte auf Lehramt. Von 1984 bis 1986 absolvierte sie das Referendariat für das Lehramt der Sekundarstufe II mit beruflicher Fachrichtung Wirtschaft und Verwaltung in Herford. Von 1988 bis 1994 war sie Studienrätin an den kaufmännischen Carl-Severing-Schulen, Bielefeld, für Betriebswirtschaftslehre, Volkswirtschaftslehre, Organisationslehre. 1992 promovierte sie an der Universität Bielefeld. Von 1994 bis 2022 war sie Professorin im Fachbereich Wirtschaft mit den Schwerpunkten Personalwirtschaft und betriebliche Organisation.
Seit 1975 ist sie verheiratet mit Albert Detmers von der Mestemacher-Gruppe. Das Ehepaar hat zwei Kinder. Sie ist Geschäftsführende Gesellschafterin und Vorsitzende der Geschäftsführung der Mestemacher Management GmbH. Sie ist seit 2013 die erste Präsidentin im Verband Deutscher Großbäckereien e.V.
Detmers war Mitglied im Präsidium des Wirtschaftsrates der CDU und gehört zum Kuratorium der Bertelsmann Stiftung. Sie initiierte und leitete Aktivitäten zur Förderung der Geschlechtergleichstellung und zur Vereinbarkeit von Beruf und Familie. Sie erhielt 2008 das Bundesverdienstkreuz am Bande.

## Schriften und Literatur
- Identitätskonzepte von Managern : Fallstudien als Grundlage ganzheitlich orientierter Weiterbildung, Leske und Budrich, 1992, ISBN 978-3-8100-1012-4.
- Erfolgsfaktoren für Unternehmerinnen, Münster u. a. 2000, ISBN 978-3-8258-4816-3.
- Geschäftserfolg durch Geschlechterdemokratie (= Frau und Beruf). Lit, Münster Hamburg 2003, ISBN 978-3-8258-6160-5.
- Anne Kitsch, Jim Rakete: Farben des Lebens: Ulrike Detmers - gelebtes Plädoyer für eine Allianz von Bildung, Wirtschaft und Familie. Aisthesis Verlag, Bielefeld 2016, ISBN 978-3-8498-1200-3.